# Termální koupaliště Brná
Brná (Ústí nad Labem)

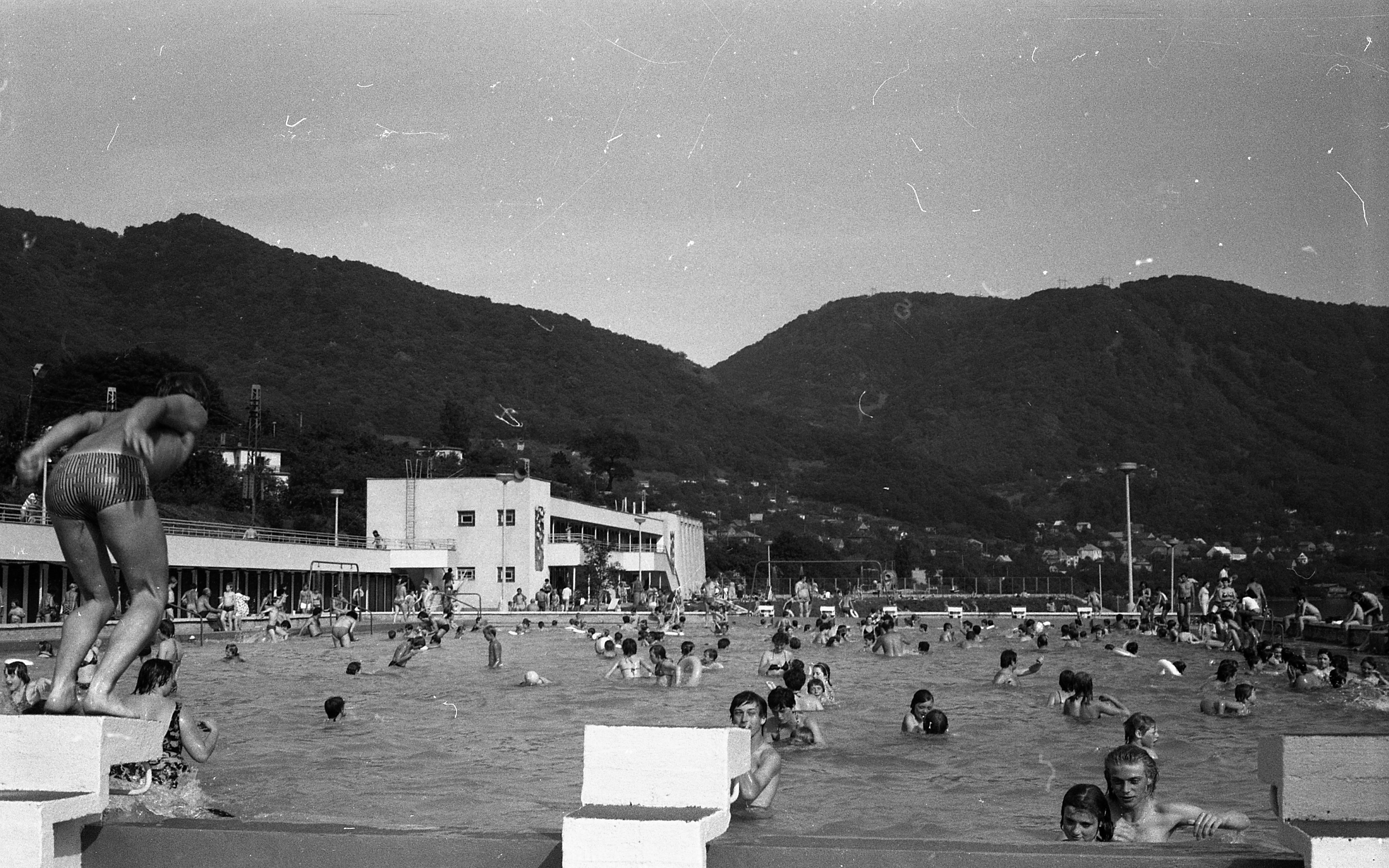
Historická fotografie termálního koupaliště ze 70. let

Termální koupaliště Brná se nachází v Brné v Ústí nad Labem (Ústecký kraj) při pravém břehu řeky Labe. V provozu jsou od roku 1931 a z počátku byla zdejší termální voda využívána i pro pitné kúry. Areál koupaliště zahrnuje tři bazény (z toho jeden s tobogánem), hřiště na plážový volejbal, minigolf a doprovodné služby. Provozuje jej příspěvková organizace Městské služby Ústí nad Labem a každoročně je v provozu od 1. května do 15. září. Místem prochází Labská cyklotrasa.

## Historie
Poprvé byl zdroj termální vody v Brné navrtán 5. dubna 1930 mistrem studnařem Antonem Kuhebauchem a z artéského vrtu o hloubce 327 metrů vytryskl do výšky osmi metrů pramen o teplotě 30 °C. Následující rok bylo na jeho místě vybudováno termální koupaliště, ke kterému byly v roce 1937 připojeny vanové lázně. Z počátku se slabě mineralizovaná voda rovněž využívala na pitné kúry a byla stáčena do lahví na prodej. Další vrt byl pro potřeby koupaliště vyhlouben v roce 1968 a po bezmála čtyřiceti letech byl pro svůj havarijní stav po povodních nahrazen novým v roce 2003, z nějž termální voda vytéká samovolně (jde o artéskou zvodeň).
Do roku 2005 fungoval mezi koupalištěm a Vaňovem na protějším břehu Labe sezónní přívoz. Roku 2008 bylo koupaliště diváky regionální televize R1 Lyra vyhlášeno koupalištěm roku.